# Fake (manga)
Fake (フェイク, Feiku, lit. 'Fals') és una manga creat per Sanami Matoh. El seu gènere és yaoi, un terme japonès per expressar la representació artística, eròtica o romàntica de relacions d'amor homosexual entre homes. És un gènere destinat a les dones. Originalment, fou publicat per l'editorial Seiji Biblos, del 1994 al 2000. Matho arribà a publicar set còmics, també existeix un OVA de la sèrie. A Espanya, el manga fou publicat per Norma editorial el 2005. El 2007 Sanami Matoh va reprendre aquesta obra. L'anomenà Fake: Second Season, apareix publicada a la revista Hug. De moment, no es preveu una edició d'aquesta nova obra a Espanya o en un altre país, només s'ha publicat en Japó.
Fake, protagonitzat per Randy "Ryo" MacLean i Dee Latener, narra la història d'amor i de vida que sorgeix entre dos detectius del departament policial de Nova York. La seva relació es veurà sovint afectada pels diversos casos que resoldran, i pels personatges que aniran prenent protagonisme al llarg dels volums. Veurem el desenvolupament de les seves vides i dels seus sentiments.